# 帕吕
帕吕（法語：Pallud，法語發音：[paly]）是法国萨瓦省的一个市镇，属于阿尔贝维尔区。

## 地理
帕吕（45°41'12"N, 6°23'40"E）面积5.2 平方千米，位于法国奥弗涅-罗讷-阿尔卑斯大区萨瓦省，该省份为法国东部省份，历史上为薩伏依的一部分，北起上萨瓦省，西接伊泽尔省和安省，南部和东部与上阿尔卑斯省和意大利接壤。
与帕吕接壤的市镇（或旧市镇、城区）包括：阿尔贝维尔、塞萨尔什、梅屈里、泰内索勒、旺通。

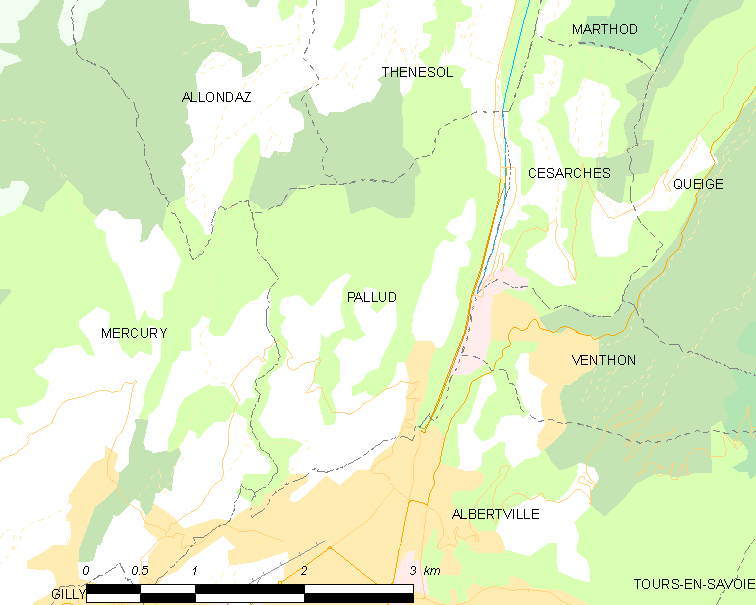
帕吕的OSM定位图

帕吕的时区为UTC+01:00、UTC+02:00（夏令时）。

## 行政
帕吕的邮政编码为73200，INSEE市镇编码为73196。

## 政治
帕吕所属的省级选区为于日讷县。

## 人口

1962-2008年间帕吕人口变化图示

帕吕于2022年1月1日时的人口数量为792人。